# جنگ اطلاعاتی روسیه و اوکراین

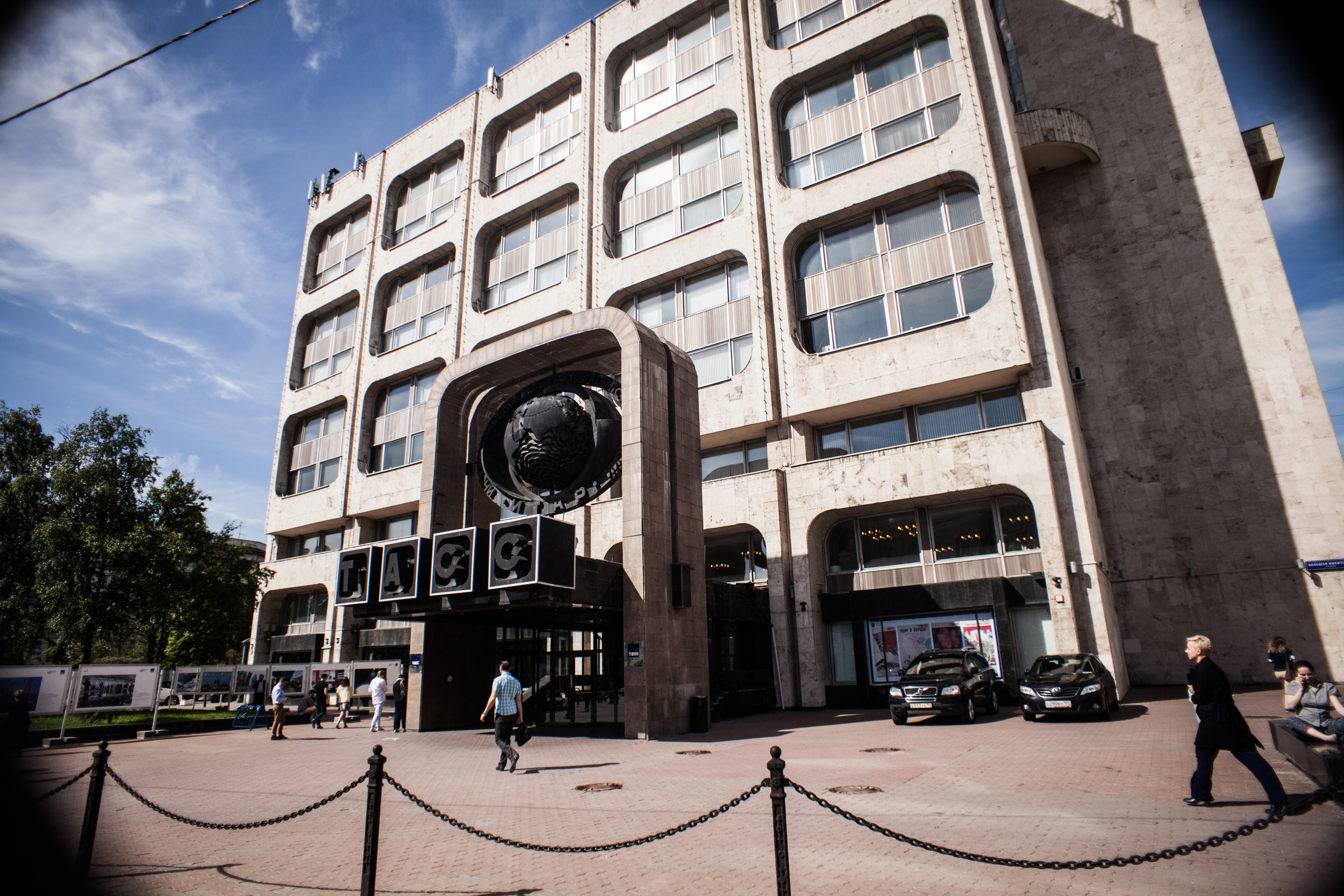
رسانه ای که برای تبلیغات و غلط‌نگاری (اطلاعات نادرست) روسیه استفاده می‌شود - آژانس اطلاعات "ITAR-TARS"

جنگ اطلاعاتی روسیه و اوکراین، کارزار سازمان‌های دولتی و غیردولتی روسیه و اوکراین برای به دست آوردن برتری‌های سیاسی راهبردی (استراتژیک) از راه تضعیف و ناتوان‌سازی روحیه یا گمراه کردن دشمن و رویارویی با کارها و اقدامات طرف مقابل در رویارویی جهانی روسیه و اوکراین و رویارویی روسیه و جهان غرب است. این جنگ پس از فروپاشی اتحاد جماهیر شوروی آغاز شد و به عنوان یک جزء از انگارگان (ایدئولوژیک) پایه‌ای جنگ نوین روسیه و اوکراین ادامه دارد.

## دلایل برخورد
از زمان فروپاشی اتحاد جماهیر شوروی، سیاستمداران روسی مسیری را برای بازگرداندن نفوذ روسیه در کشورهای تازه استقلال یافته پس از شوروی در پیش گرفته‌اند.
هدف رهبران روسیه این بود که بدون گسترش مرزهای خود، نفوذ یا کنترل بر کشورهای همسایه پا بر جا مانده و از ظرفیت‌های تولید کشورهای سابق اتحاد جماهیر شوروی و بازارهای فروش تضمین شده آنها بهرهمند بماند. آنها روابط با اوکراین را در چارچوب سیاست جغرافیایی(ژئوپلیتیک) جهانی می‌دیدند.

## ظرفیت اطلاعاتی و منابع طرفین

### روسیه

#### رسانه‌ها
رسانه‌های روسی، از جمله آنهایی که در غرب معتبر هستند، برای تبلیغات فشرده چند کانالی و متقاعد کردن جامعه جهانی استفاده شده‌اند. از جمله معروف‌ترین آنها می‌توان به اسپوتنیک، آرتی (پیشتر RussiaToday)، ریانووستی و لایف (لایف نیوز سابق) اشاره کرد.

#### عملیات اطلاعاتی
بر اساس گزارش واشینگتن پست، در سال ۲۰۱۴، سازمان اطلاعات نظامی روسیه (GRU) بیش از ۳۰ گروه شبه اوکراینی و حساب رسانه‌های اجتماعی و همچنین ۲۵ نشریه «پیشرو انگلیسی» ایجاد کرد. عوامل RMI که خود را به عنوان یک اوکراینی معمولی نشان می‌دادند، اخبار را جعل و نظراتی را منتشر می‌کردند تا شهروندان هوادار روسیه را علیه معترضان برانگیزند.

#### اتهامات نسل‌کشی
پوتین اوکراین را به نسل‌کشی متهم کرد.

### اوکراین

#### رسانه‌ها
نخستین شبکه تلویزیونی جهانی اوکراین، اوکراین امروز، میان ۲۰۱۴ تا ۲۰۱۷ پخش می‌شد.

#### مرکز رسانه ای بحران اوکراین
با آغاز تجاوز روسیه، مرکز رسانه ای بحران اوکراین ایجاد شد که بستری برای سخنرانی کارشناسان، مقامات دولتی، سازمان‌های جهانی و هیئت دیپلماتیک است.

## روش‌ها

### روسیه

#### شکاف در هویت
از آغاز دهه ۲۰۰۰، روسیه تبلیغات گسترده ضد اوکراینی و ضد غربی را در خاک اوکراین به راه انداخت که مبتنی بر دکترین «جهان روسیه» بود. اساس ایدئولوژیک این دکترین، بدخواهی فدراسیون روسیه برای فروپاشی اتحاد جماهیر شوروی از طریق احیای فرهنگی، اقتصادی و سپس سیاسی روسیه در داخل مرزهای اتحاد جماهیر شوروی پیش از ۱۹۹۱ و بازیابی شوروی سابق است. منطقه نفوذ این کار در اروپا و آسیا است.

#### غلط‌نگاری و جعل
غلط‌نگاری و جعل توسط روسیه عمدتاً برای ایجاد توهم اهمیت و عظمت روسیه و در برخی موارد - به عنوان راهی برای اجتناب از مسئولیت اقدامات غیرقانونی مورد استفاده قرار گرفت.

### اوکراین

#### بستن رسانه‌های روسی و طرفدار روسیه
از تابستان ۲۰۱۴، کمیته دولتی پخش تلویزیونی و رادیویی اوکراین آغاز به مبارزه با تجزیه‌طلبان در رسانه‌ها کرد و در اکتبر ۲۰۱۴ گواهینامه ثبت دولتی ۱ مجموعه، ۷ روزنامه و ۱۱ مجله را باطل کرده‌اند.